# Martin van Bruinessen
Martin van Bruinessen (Schoonhoven, 10 luglio 1946) è un sociologo, antropologo e orientalista olandese.
Ha pubblicato varie monografie e ricerche comparative sugli usi, i costumi e le tradizioni sociali e religiose del popolo curdo e indonesiano, presso i quali ha insegnato a livello universitario, vissuto e condotto ricerche sul campo per diversi anni della sua vita accademica. Nei primi anni novanta, si è occupato dell'analisi comparata dei sistemi sociali islamici e in particolare del radicamento della religione musulmana nell'isola di Giava.

## Biografia
Dopo essersi laureato in matematica e fisica all'Università di Utrecht, nel 1971 proseguì i suoi studi di antropologia e di sociologia.
Dal '74 al '76 trascorse due anni di studio e ricerca fra i curdi dell'Iran, dell'Iraq e della Turchia, in preparazione della tesi di dottorato dal titolo Agha, Shaikh and State. On the Social and Political Organization of Kurdistan ("Agha, sceicchi e Stato. Sull'organizzazione sociale e politica del Kurdistan"), che difese due anni più tardi. La tesi descrive le strutture sociali e religiose de popolo curdo. Pubblicata nel '92 dalla casa editrice Zed Books Ltd., ancora nei primi anni duemila era considerata uno dei suoi testi fondamentali e un testo di riferimento della ricerca sociale comparata, la cui versione riveduta fu tradotta per la prima volta in tedesco solamente nel '89.
Nel 1977, van Bruinessen iniziò gli studi sulla storia ottomana presso l'Università di Utrecht. Dopo frequenti viaggi in Iran, Turchia e Afghanistan, nel 1982 si stabilì in Indonesia dove per sei anni insegnò sociologia all'Università di Yogyakarta. Nel 1988, diede alle stampe il volume Evliya Çelebi in Diyarbekir.
A partire dal 1994, van Bruinessen insegnò curdo e turco all'Università di Utrecht. Dal 1996 al 1997, fu professore ospite per una docenza di studi curdi presso la Libera università di Berlino. Dopo alcune attività di ricerca relative alla diffusione dell'Islam nell'isola di Giava, fu nominato titolare della cattedra di Studi Comparativi delle Società Islamiche Contemporanee.

## Opere
- Agha, Shaikh and State: The Social and Political Structures of Kurdistan, Zed Books Ltd., 1992: riedizione della dissertazione dottorale discussa nel 1978[4][5][6]
- Martin van Bruinessen, Hendrik Boeschoten, Evliya Çelebi in Diyarbekir: The Relevant Section of the Seyahatname edited with translation, commentary and introduction (= Evliya Çelebi's: Land and people of the Ottoman Empire in the seventeenth century. A corpus of partial editions, Vol. 1), Brill, Leida, 1988, ISBN 9004081658
- Tarekat Naqsyabandiyah di Indonesia. Survei Historis, Geografis dan Sosiologis, Penerbit Mizan, 1992: in merito alla confraternita islamica sufi Naqshbandiyya[3]
- Kürdistan üzerine yazılar, İletişim yayınları, 1992: in merito al Nahdlatul Ulama indonesiano.[1]
- NU: tradisi, relasi-relasi kuasa, pencarian wacana baru, LkiS, 1994: in merito al Nahdlatul Ulama indonesiano.[1]
- Martin van Bruinessen, Day Howell, Sufism and the 'modern' in Islam. Tauris, Londra u. a. 2007, ISBN 978-1-85043-854-0.
- Martin van Bruinessen, Stefano Allievi, Producing Islamic knowledge: transmission and dissemination in Western Europe, Routledge, Abingdon u. a. 2010, ISBN 978-0-415-35592-6